# Cúp Vàng CONCACAF 2019
Cúp Vàng CONCACAF 2019 là Cúp Vàng CONCACAF lần thứ 15 do CONCACAF tổ chức.
Giải đấu sẽ được diễn ra tại Hoa Kỳ từ 15 tháng 6 đến 7 tháng 7 năm 2019. Giải đấu có 16 đội tham dự, chia làm 4 bảng 4 đội để chọn ra 2 đội đứng đầu bảng giành quyền vào vòng trong.
México đã giành chức vô địch CONCACAF lần thứ 11 trong lịch sử sau khi vượt qua người hàng xóm Hoa Kỳ với tỉ số 1–0 ở trận chung kết.

## Các đội giành quyền tham dự
| Đội tuyển          | Tư cách qua vòng loại                           | Ngày vượt qua vòng loại | Số lần tham dự | Lần tham dự trước | Thành tích tốt nhất                                                  | Bảng xếp hạng FIFA |
| ------------------ | ----------------------------------------------- | ----------------------- | -------------- | ----------------- | -------------------------------------------------------------------- | ------------------ |
| México             | Top 6 vòng loại World Cup 2018 khu vực CONCACAF | 7 tháng 3 năm 2018      | 38             | 2017              | Vô địch (1965, 1971, 1977, 1993, 1996, 1998, 2003, 2009, 2011, 2015) |                    |
| Costa Rica         | Top 6 vòng loại World Cup 2018 khu vực CONCACAF | 7 tháng 3 năm 2018      | 34             | 2017              | Vô địch (1963, 1969, 1989)                                           |                    |
| Panama             | Top 6 vòng loại World Cup 2018 khu vực CONCACAF | 7 tháng 3 năm 2018      | 19             | 2017              | Á quân (2005, 2013)                                                  |                    |
| Honduras           | Top 6 vòng loại World Cup 2018 khu vực CONCACAF | 7 tháng 3 năm 2018      | 34             | 2017              | Vô địch (1981)                                                       |                    |
| Hoa Kỳ             | Top 6 vòng loại World Cup 2018 khu vực CONCACAF | 7 tháng 3 năm 2018      | 32             | 2017              | Vô địch (1991, 2002, 2005, 2007, 2013, 2017)                         |                    |
| Trinidad và Tobago | Top 6 vòng loại World Cup 2018 khu vực CONCACAF | 7 tháng 3 năm 2018      | 26             | 2015              | Á quân (1973)                                                        |                    |
| Curaçao            | Top 10 vòng loại CONCACAF Nations League        | 23 tháng 3 năm 2019     | 8              | 2017              | Hạng ba (1963, 1969)                                                 |                    |
| Martinique         | Top 10 vòng loại CONCACAF Nations League        | 23 tháng 3 năm 2019     | 12             | 2017              | Tứ kết (2002)                                                        |                    |
| Guyana             | Top 10 vòng loại CONCACAF Nations League        | 23 tháng 3 năm 2019     | 0              | Không             | Lần đầu                                                              |                    |
| Jamaica            | Top 10 vòng loại CONCACAF Nations League        | 23 tháng 3 năm 2019     | 22             | 2017              | Á quân (2015, 2017)                                                  |                    |
| Haiti              | Top 10 vòng loại CONCACAF Nations League        | 24 tháng 3 năm 2019     | 21             | 2015              | Vô địch (1973)                                                       |                    |
| Canada             | Top 10 vòng loại CONCACAF Nations League        | 24 tháng 3 năm 2019     | 31             | 2017              | Vô địch (1985, 2000)                                                 |                    |
| Bermuda            | Top 10 vòng loại CONCACAF Nations League        | 24 tháng 3 năm 2019     | 1              | Không             | Lần đầu                                                              |                    |
| Cuba               | Top 10 vòng loại CONCACAF Nations League        | 24 tháng 3 năm 2019     | 20             | 2015              | Hạng tư (1971)                                                       |                    |
| Nicaragua          | Top 10 vòng loại CONCACAF Nations League        | 24 tháng 3 năm 2019     | 8              | 2015              | Hạng 6 (1967)                                                        |                    |
| El Salvador        | Top 10 vòng loại CONCACAF Nations League        | 24 tháng 3 năm 2019     | 28             | 2017              | Á quân (1963, 1981)                                                  |                    |

## Địa điểm

### Hoa Kỳ
| Pasadena, California (khu vực Los Angeles) | Denver | Houston | Houston |
| ------------------------------------------ | --- | --- | --- |
| Rose Bowl                                  | Sân vận động Broncos tại Mile High                                                                                             | Sân vận động NRG | Sân vận động BBVA |
| Sức chứa: 90.888                           | Sức chứa: 76.125 | Sức chứa: 71.795 | Sức chứa: 22.039 |
|                                            | | | |
| Charlotte                                  | Saint PaulLos AngelesGlendalePhiladelphiaCharlotteFriscoClevelandThành phố KansasDenverNashvilleHoustonPasadenaChicagoHarrison | Saint PaulLos AngelesGlendalePhiladelphiaCharlotteFriscoClevelandThành phố KansasDenverNashvilleHoustonPasadenaChicagoHarrison | Saint PaulLos AngelesGlendalePhiladelphiaCharlotteFriscoClevelandThành phố KansasDenverNashvilleHoustonPasadenaChicagoHarrison |
| Sân vận động Bank of America               | Saint PaulLos AngelesGlendalePhiladelphiaCharlotteFriscoClevelandThành phố KansasDenverNashvilleHoustonPasadenaChicagoHarrison | Saint PaulLos AngelesGlendalePhiladelphiaCharlotteFriscoClevelandThành phố KansasDenverNashvilleHoustonPasadenaChicagoHarrison | Saint PaulLos AngelesGlendalePhiladelphiaCharlotteFriscoClevelandThành phố KansasDenverNashvilleHoustonPasadenaChicagoHarrison |
| Sức chứa: 75.525                           | Saint PaulLos AngelesGlendalePhiladelphiaCharlotteFriscoClevelandThành phố KansasDenverNashvilleHoustonPasadenaChicagoHarrison | Saint PaulLos AngelesGlendalePhiladelphiaCharlotteFriscoClevelandThành phố KansasDenverNashvilleHoustonPasadenaChicagoHarrison | Saint PaulLos AngelesGlendalePhiladelphiaCharlotteFriscoClevelandThành phố KansasDenverNashvilleHoustonPasadenaChicagoHarrison |
|                                            | Saint PaulLos AngelesGlendalePhiladelphiaCharlotteFriscoClevelandThành phố KansasDenverNashvilleHoustonPasadenaChicagoHarrison | Saint PaulLos AngelesGlendalePhiladelphiaCharlotteFriscoClevelandThành phố KansasDenverNashvilleHoustonPasadenaChicagoHarrison | Saint PaulLos AngelesGlendalePhiladelphiaCharlotteFriscoClevelandThành phố KansasDenverNashvilleHoustonPasadenaChicagoHarrison |
| Philadelphia                               | Saint PaulLos AngelesGlendalePhiladelphiaCharlotteFriscoClevelandThành phố KansasDenverNashvilleHoustonPasadenaChicagoHarrison | Saint PaulLos AngelesGlendalePhiladelphiaCharlotteFriscoClevelandThành phố KansasDenverNashvilleHoustonPasadenaChicagoHarrison | Saint PaulLos AngelesGlendalePhiladelphiaCharlotteFriscoClevelandThành phố KansasDenverNashvilleHoustonPasadenaChicagoHarrison |
| Lincoln Financial Field                    | Saint PaulLos AngelesGlendalePhiladelphiaCharlotteFriscoClevelandThành phố KansasDenverNashvilleHoustonPasadenaChicagoHarrison | Saint PaulLos AngelesGlendalePhiladelphiaCharlotteFriscoClevelandThành phố KansasDenverNashvilleHoustonPasadenaChicagoHarrison | Saint PaulLos AngelesGlendalePhiladelphiaCharlotteFriscoClevelandThành phố KansasDenverNashvilleHoustonPasadenaChicagoHarrison |
| Sức chứa: 69.176                           | Saint PaulLos AngelesGlendalePhiladelphiaCharlotteFriscoClevelandThành phố KansasDenverNashvilleHoustonPasadenaChicagoHarrison | Saint PaulLos AngelesGlendalePhiladelphiaCharlotteFriscoClevelandThành phố KansasDenverNashvilleHoustonPasadenaChicagoHarrison | Saint PaulLos AngelesGlendalePhiladelphiaCharlotteFriscoClevelandThành phố KansasDenverNashvilleHoustonPasadenaChicagoHarrison |
|                                            | Saint PaulLos AngelesGlendalePhiladelphiaCharlotteFriscoClevelandThành phố KansasDenverNashvilleHoustonPasadenaChicagoHarrison | Saint PaulLos AngelesGlendalePhiladelphiaCharlotteFriscoClevelandThành phố KansasDenverNashvilleHoustonPasadenaChicagoHarrison | Saint PaulLos AngelesGlendalePhiladelphiaCharlotteFriscoClevelandThành phố KansasDenverNashvilleHoustonPasadenaChicagoHarrison |
| Nashville                                  | Saint PaulLos AngelesGlendalePhiladelphiaCharlotteFriscoClevelandThành phố KansasDenverNashvilleHoustonPasadenaChicagoHarrison | Saint PaulLos AngelesGlendalePhiladelphiaCharlotteFriscoClevelandThành phố KansasDenverNashvilleHoustonPasadenaChicagoHarrison | Saint PaulLos AngelesGlendalePhiladelphiaCharlotteFriscoClevelandThành phố KansasDenverNashvilleHoustonPasadenaChicagoHarrison |
| Sân vận động Nissan                        | Saint PaulLos AngelesGlendalePhiladelphiaCharlotteFriscoClevelandThành phố KansasDenverNashvilleHoustonPasadenaChicagoHarrison | Saint PaulLos AngelesGlendalePhiladelphiaCharlotteFriscoClevelandThành phố KansasDenverNashvilleHoustonPasadenaChicagoHarrison | Saint PaulLos AngelesGlendalePhiladelphiaCharlotteFriscoClevelandThành phố KansasDenverNashvilleHoustonPasadenaChicagoHarrison |
| Sức chứa: 69.143                           | Saint PaulLos AngelesGlendalePhiladelphiaCharlotteFriscoClevelandThành phố KansasDenverNashvilleHoustonPasadenaChicagoHarrison | Saint PaulLos AngelesGlendalePhiladelphiaCharlotteFriscoClevelandThành phố KansasDenverNashvilleHoustonPasadenaChicagoHarrison | Saint PaulLos AngelesGlendalePhiladelphiaCharlotteFriscoClevelandThành phố KansasDenverNashvilleHoustonPasadenaChicagoHarrison |
|                                            | Saint PaulLos AngelesGlendalePhiladelphiaCharlotteFriscoClevelandThành phố KansasDenverNashvilleHoustonPasadenaChicagoHarrison | Saint PaulLos AngelesGlendalePhiladelphiaCharlotteFriscoClevelandThành phố KansasDenverNashvilleHoustonPasadenaChicagoHarrison | Saint PaulLos AngelesGlendalePhiladelphiaCharlotteFriscoClevelandThành phố KansasDenverNashvilleHoustonPasadenaChicagoHarrison |
| Cleveland                                  | Glendale, Arizona (khu vực Phoenix)                                                                                            | Chicago | Harrison, New Jersey (khu vực Thành phố New York)                                                                              |
| Sân vận động FirstEnergy                   | Sân vận động State Farm | Soldier Field | Red Bull Arena |
| Sức chứa: 67.895                           | Sức chứa: 63.400 | Sức chứa: 61.500 | Sức chứa: 25.000 |
|                                            | | | |
| Los Angeles                                | Frisco, Texas (khu vực Dallas/Fort Worth)                                                                                      | Saint Paul, Minnesota (khu vực Minneapolis)                                                                                    | Thành phố Kansas, Kansas (khu vực Thành phố Kansas)                                                                            |
| Sân vận động Banc of California            | Sân vận động Toyota | Allianz Field | Children's Mercy Park |
| Sức chứa: 22.000                           | Sức chứa: 20.500 | Sức chứa: 19.400 | Sức chứa: 18.467 |
|                                            | | | |

### Costa Rica
| San José | San José                         |
| -------- | -------------------------------- |
| San José | Sân vận động Quốc gia Costa Rica |
| San José | Sức chứa: 35.175                 |
| San José |                                  |

### Jamaica
| Kingston | Kingston             |
| -------- | -------------------- |
| Kingston | Sân vận động Độc lập |
| Kingston | Sức chứa: 35.000     |
| Kingston |                      |

## Bốc thăm
4 đội sau đây được đặc cách vào thẳng vòng bảng:
| Nhóm | 4 đội vào thẳng | Điểm  |
| ---- | --------------- | ----- |
| 1    | México          | 2,042 |
| 2    | Hoa Kỳ          | 1,872 |
| 3    | Costa Rica      | 1,798 |
| 4    | Honduras        | 1,632 |

Lễ bốc thăm vòng bảng được diễn ra và lịch thi đấu công bố vào ngày 10 tháng 4 năm 2019, 18:00 EDT tại Los Angeles, California, Hoa Kỳ.

## Đội hình
Mỗi đội tuyển phải đăng ký ít nhất là 23 cầu thủ (trong đó có 3 thủ môn).

## Trọng tài
Dưới đây là danh sách các trọng tài tham gia điều khiển các trận đấu được công bố vào ngày 15 tháng 5 năm 2019.
Trọng tài chính
- Juan Gabriel Calderón
- Henry Bejarano
- Yadel Martínez
- Mario Escobar
- Walter López
- Said Martínez
- Daneon Parchment
- Adonai Escobedo
- Fernando Guerrero
- Marco Ortíz
- John Pitti
- Abdulrahman Al-Jassim
- Iván Barton
- Jair Marrufo
- Armando Villarreal

Trợ lý trọng tài
- Micheal Barwegen
- Kedlee Powell
- Juan Carlos Mora
- William Arrieta
- Helpys Feliz
- Gerson López
- Humberto Panjo
- Christian Ramírez
- Walter López
- Nicholas Anderson
- Alberto Morin
- Miguel Hernández
- Henri Pupiro
- Taleb Al Marri
- Saoud Al Maqaleh
- Juan Francisco Zumba
- David Morán
- Zachari Zeegelaar
- Caleb Wales
- Frank Anderson
- Ian Anderson
- Corey Parker
- Kyle Atkins

Trọng tài sau cầu môn
- Keylor Herrera
- Randy Encarnacion
- Reon Radix
- Oshane Nation
- Diego Montaño
- Oliver Vergara
- Jose Kellys
- José Torres

## Vòng bảng
Giờ thi đấu tính theo giờ địa phương (UTC−4).

### Bảng A
| VT | Đội        | ST | T | H | B | BT | BB | HS  | Đ | Kết quả vòng bảng                       |
| -- | ---------- | -- | - | - | - | -- | -- | --- | - | --------------------------------------- |
| 1  | México     | 3  | 3 | 0 | 0 | 13 | 3  | +10 | 9 | Giành quyền vào vòng đấu loại trực tiếp |
| 2  | Canada     | 3  | 2 | 0 | 1 | 12 | 3  | +9  | 6 | Giành quyền vào vòng đấu loại trực tiếp |
| 3  | Martinique | 3  | 1 | 0 | 2 | 5  | 7  | −2  | 3 |                                         |
| 4  | Cuba       | 3  | 0 | 0 | 3 | 0  | 17 | −17 | 0 |                                         |

| Canada                                       | 4–0      | Martinique |
| -------------------------------------------- | -------- | ---------- |
| - David 33', 53' - Hoilett 63' - Arfield 67' | Chi tiết |            |

| México                                                          | 7–0      | Cuba |
| --------------------------------------------------------------- | -------- | ---- |
| - Antuna 2', 44', 80' - Jiménez 31', 64' - Reyes 38' - Vega 74' | Chi tiết |      |

| Cuba | 0–3      | Martinique                               |
| ---- | -------- | ---------------------------------------- |
|      | Chi tiết | - Marveaux 45' - Abaul 70' - Fortuné 84' |

| México                             | 3–1      | Canada         |
| ---------------------------------- | -------- | -------------- |
| - Alvarado 40' - Guardado 54', 77' | Chi tiết | - Cavalini 75' |

| Canada                                                         | 7–0      | Cuba |
| -------------------------------------------------------------- | -------- | ---- |
| - David 3', 71', 77' - Cavallini 21', 43', 45+1' - Hoilett 50' | Chi tiết |      |

| Martinique                  | 2–3      | México                                   |
| --------------------------- | -------- | ---------------------------------------- |
| - Parsemain 56' - Delem 84' | Chi tiết | - Antuna 29' - Jiménez 61' - Navarro 72' |

### Bảng B
| VT | Đội            | ST | T | H | B | BT | BB | HS | Đ | Kết quả vòng bảng                       |
| -- | -------------- | -- | - | - | - | -- | -- | -- | - | --------------------------------------- |
| 1  | Haiti          | 3  | 3 | 0 | 0 | 6  | 2  | +4 | 9 | Giành quyền vào vòng đấu loại trực tiếp |
| 2  | Costa Rica (H) | 3  | 2 | 0 | 1 | 7  | 3  | +4 | 6 | Giành quyền vào vòng đấu loại trực tiếp |
| 3  | Bermuda        | 3  | 1 | 0 | 2 | 4  | 4  | 0  | 3 |                                         |
| 4  | Nicaragua      | 3  | 0 | 0 | 3 | 0  | 8  | −8 | 0 |                                         |

| Haiti              | 2–1      | Bermuda          |
| ------------------ | -------- | ---------------- |
| - Pierrot 54', 66' | Chi tiết | - Leverock 45+2' |

| Costa Rica                                          | 4–0      | Nicaragua |
| --------------------------------------------------- | -------- | --------- |
| - Oviedo 7' - Borges 19' - Aguilar 45+1' - Cruz 75' | Chi tiết |           |

| Nicaragua | 0–2      | Haiti                         |
| --------- | -------- | ----------------------------- |
|           | Chi tiết | - Saba 22' - Rosas 33' (l.n.) |

| Costa Rica                 | 2–1      | Bermuda             |
| -------------------------- | -------- | ------------------- |
| - George 30' - Aguilar 54' | Chi tiết | - Wells 59' (ph.đ.) |

| Bermuda                   | 2–0      | Nicaragua |
| ------------------------- | -------- | --------- |
| - Simmons 60' - Wells 71' | Chi tiết |           |

| Haiti                            | 2–1      | Costa Rica          |
| -------------------------------- | -------- | ------------------- |
| - Nazon 57' (ph.đ.) - Alexis 81' | Chi tiết | - Alexis 13' (l.n.) |

### Bảng C
| VT | Đội         | ST | T | H | B | BT | BB | HS | Đ | Kết quả vòng bảng                       |
| -- | ----------- | -- | - | - | - | -- | -- | -- | - | --------------------------------------- |
| 1  | Jamaica (H) | 3  | 1 | 2 | 0 | 4  | 3  | +1 | 5 | Giành quyền vào vòng đấu loại trực tiếp |
| 2  | Curaçao     | 3  | 1 | 1 | 1 | 2  | 2  | 0  | 4 | Giành quyền vào vòng đấu loại trực tiếp |
| 3  | El Salvador | 3  | 1 | 1 | 1 | 1  | 4  | −3 | 4 |                                         |
| 4  | Honduras    | 3  | 1 | 0 | 2 | 6  | 4  | +2 | 3 |                                         |

| Curaçao | 0–1      | El Salvador     |
| ------- | -------- | --------------- |
|         | Chi tiết | - Bonilla 45+2' |

| Jamaica                      | 3–2      | Honduras                      |
| ---------------------------- | -------- | ----------------------------- |
| - Orgill 15', 41' - Lowe 56' | Chi tiết | - Lozano 54' - Castillo 90+2' |

| El Salvador | 0–0      | Jamaica |
| ----------- | -------- | ------- |
|             | Chi tiết |         |

| Honduras | 0–1      | Curaçao      |
| -------- | -------- | ------------ |
|          | Chi tiết | - Bacuna 40' |

| Jamaica         | 1–1      | Curaçao       |
| --------------- | -------- | ------------- |
| - Nicholson 14' | Chi tiết | - Gaari 90+3' |

| Honduras                                                  | 4–0      | El Salvador |
| --------------------------------------------------------- | -------- | ----------- |
| - Álvarez 59' - Castillo 66' - Acosta 75' - Izaguirre 90' | Chi tiết |             |

### Bảng D
| VT | Đội                | ST | T | H | B | BT | BB | HS  | Đ | Kết quả vòng bảng                       |
| -- | ------------------ | -- | - | - | - | -- | -- | --- | - | --------------------------------------- |
| 1  | Hoa Kỳ (H)         | 3  | 3 | 0 | 0 | 11 | 0  | +11 | 9 | Giành quyền vào vòng đấu loại trực tiếp |
| 2  | Panama             | 3  | 2 | 0 | 1 | 6  | 3  | +3  | 6 | Giành quyền vào vòng đấu loại trực tiếp |
| 3  | Guyana             | 3  | 0 | 1 | 2 | 3  | 9  | −6  | 1 |                                         |
| 4  | Trinidad và Tobago | 3  | 0 | 1 | 2 | 1  | 9  | −8  | 1 |                                         |

| Panama                      | 2–0      | Trinidad và Tobago |
| --------------------------- | -------- | ------------------ |
| - Cooper 53' - Bárcenas 68' | Chi tiết |                    |

| Hoa Kỳ                                     | 4–0      | Guyana |
| ------------------------------------------ | -------- | ------ |
| - Arriola 28' - Boyd 51', 81' - Zardes 55' | Chi tiết |        |

| Guyana                             | 2–4      | Panama                                                                  |
| ---------------------------------- | -------- | ----------------------------------------------------------------------- |
| - Danns 33' (ph.đ.), 90+3' (ph.đ.) | Chi tiết | - Arroyo 16' - Vancooten 40' (l.n.) - Davis 51' (ph.đ.) - G. Torres 86' |

| Hoa Kỳ                                                        | 6–0      | Trinidad và Tobago |
| ------------------------------------------------------------- | -------- | ------------------ |
| - Long 41', 90' - Zardes 66', 69' - Pulisic 73' - Arriola 78' | Chi tiết |                    |

| Trinidad và Tobago | 1–1      | Guyana      |
| ------------------ | -------- | ----------- |
| - Molino 80'       | Chi tiết | - Danns 54' |

| Panama | 0–1      | Hoa Kỳ         |
| ------ | -------- | -------------- |
|        | Chi tiết | - Altidore 66' |

## Vòng đấu loại trực tiếp

### Sơ đồ
|  | Tứ kết                     | Tứ kết                |                      |       | Bán kết | Bán kết |  |  | Chung kết | Chung kết |
|  |                            |                       |                      |       |         |         |  |  |           |           |
|  | 29 tháng 6 – Houston (NRG) |                       |                      |       |         |         |  |  |           |           |
|  |                            |                       |                      |       |         |         |  |  |           |           |
|  | Haiti                      | 3                     |                      |       |         |         |  |  |           |           |
|  | Haiti                      | 3                     | 2 tháng 7 – Glendale |       |         |         |  |  |           |           |
|  | Canada                     | 2                     |                      |       |         |         |  |  |           |           |
|  | Canada                     | 2                     | Haiti                | 0     |         |         |  |  |           |           |
|  | 29 tháng 6 – Houston (NRG) |                       | Haiti                | 0     |         |         |  |  |           |           |
|  |                            | México (s.h.p.)       | 1                    |       |         |         |  |  |           |           |
|  | México (p)                 | México (s.h.p.)       | 1                    | 1 (5) |         |         |  |  |           |           |
|  | México (p)                 |                       | 7 tháng 7 – Chicago  | 1 (5) |         |         |  |  |           |           |
|  | Costa Rica                 | 1 (4)                 |                      |       |         |         |  |  |           |           |
|  | Costa Rica                 | 1 (4)                 | México               | 1     |         |         |  |  |           |           |
|  | 30 tháng 6 – Philadelphia  |                       | México               | 1     |         |         |  |  |           |           |
|  |                            | Hoa Kỳ                | 0                    |       |         |         |  |  |           |           |
|  | Jamaica                    | Hoa Kỳ                | 0                    | 1     |         |         |  |  |           |           |
|  | Jamaica                    | 3 tháng 7 – Nashville |                      | 1     |         |         |  |  |           |           |
|  | Panama                     | 0                     |                      |       |         |         |  |  |           |           |
|  | Panama                     | 0                     | Jamaica              | 1     |         |         |  |  |           |           |
|  | 30 tháng 6 – Philadelphia  |                       | Jamaica              | 1     |         |         |  |  |           |           |
|  |                            | Hoa Kỳ                | 3                    |       |         |         |  |  |           |           |
|  | Hoa Kỳ                     | Hoa Kỳ                | 3                    | 1     |         |         |  |  |           |           |
|  | Hoa Kỳ                     |                       |                      | 1     |         |         |  |  |           |           |
|  | Curaçao                    | 0                     |                      |       |         |         |  |  |           |           |
|  | Curaçao                    | 0                     |                      |       |         |         |  |  |           |           |

### Tứ kết
| Haiti                                           | 3–2      | Canada                      |
| ----------------------------------------------- | -------- | --------------------------- |
| - Nazon 50' - Bazile 70' (ph.đ.) - Guerrier 76' | Chi tiết | - David 18' - Cavallini 28' |

| México                                                      | 1–1 (s.h.p.) | Costa Rica                                          |
| ----------------------------------------------------------- | ------------ | --------------------------------------------------- |
| - Jiménez 44'                                               | Chi tiết     | - Ruiz 52' (ph.đ.)                                  |
| Loạt sút luân lưu                                           |              |                                                     |
| - Jiménez - Montes - Alvarado - Gallardo - Moreno - Salcedo | 5–4          | - Borges - Aguilar - Leal - Duarte - Calvo - Fuller |

| Jamaica                | 1–0      | Panama |
| ---------------------- | -------- | ------ |
| - Mattocks 75' (ph.đ.) | Chi tiết |        |

| Hoa Kỳ       | 1–0      | Curaçao |
| ------------ | -------- | ------- |
| McKennie 25' | Chi tiết |         |

### Bán kết
| Haiti | 0–1 (s.h.p.) | México                |
| ----- | ------------ | --------------------- |
|       | Chi tiết     | - Jiménez 93' (ph.đ.) |

| Jamaica         | 1–3      | Hoa Kỳ                           |
| --------------- | -------- | -------------------------------- |
| - Nicholson 69' | Chi tiết | - McKennie 9' - Pulisic 52', 87' |

### Chung kết
| México           | 1–0      | Hoa Kỳ |
| ---------------- | -------- | ------ |
| - Dos Santos 73' | Chi tiết |        |

## Thành tích

### Vô địch
| Vô địch Cúp Vàng CONCACAF 2019 México Lần thứ mười một |

### Danh sách cầu thủ ghi bàn
Đã có 96 bàn thắng ghi được trong 31 trận đấu, trung bình 3.1 bàn thắng mỗi trận đấu.
6 bàn thắng
- Jonathan David

5 bàn thắng
- Lucas Cavallini
- Raúl Jiménez

4 bàn thắng
- Uriel Antuna

3 bàn thắng
- Neil Danns
- Gyasi Zardes
- Christian Pulisic

2 bàn thắng
- Nahki Wells
- Junior Hoilett
- Elías Aguilar
- Duckens Nazon
- Frantzdy Pierrot
- Rubilio Castillo
- Shamar Nicholson
- Dever Orgill
- Andrés Guardado
- Paul Arriola
- Tyler Boyd
- Aaron Long
- Weston McKennie

1 bàn thắng
- Dante Leverock
- Lejuan Simmons
- Scott Arfield
- Celso Borges
- Allan Cruz
- Mayron George
- Bryan Oviedo
- Bryan Ruiz
- Álvaro Saborío
- Leandro Bacuna
- Juriën Gaari
- Nelson Bonilla
- Djimy Alexis
- Hervé Bazile
- Wilde-Donald Guerrier
- Steeven Saba
- Bryan Acosta
- Jorge Álvarez
- Emilio Izaguirre
- Anthony Lozano
- Damion Lowe
- Darren Mattocks
- Stéphane Abaul
- Jordy Delem
- Kévin Fortuné
- Joris Marveaux
- Kévin Parsemain
- Roberto Alvarado
- Jonathan dos Santos
- Fernando Navarro
- Diego Reyes
- Alexis Vega
- Abdiel Arroyo
- Édgar Bárcenas
- Armando Cooper
- Erick Davis
- Gabriel Torres
- Kevin Molino
- Jozy Altidore

1 bàn phản lưới nhà
- Terence Vancooten (trong trận gặp Panama)
- Manuel Rosas (trong trận gặp Haiti)

### Bảng xếp hạng chung cuộc
Tính từ vòng đấu loại trực tiếp, sau 90 phút thi đấu chính thức và 30 phút thi đấu hiệp phụ mà không bàn thắng nào được ghi và giải quyết bằng loạt sút luân lưu 11m thì vẫn được tính là trận hòa.

| VT | Đội                | ST | T | H | B | BT | BB | HS  | Đ  | Kết quả chung cuộc  |
| -- | ------------------ | -- | - | - | - | -- | -- | --- | -- | ------------------- |
| 1  | México             | 6  | 5 | 1 | 0 | 16 | 4  | +12 | 16 | Vô địch             |
| 2  | Hoa Kỳ (H)         | 6  | 5 | 0 | 1 | 13 | 2  | +11 | 15 | Á quân              |
|    |                    |    |   |   |   |    |    |     |    |                     |
| 3  | Haiti              | 5  | 4 | 0 | 1 | 9  | 5  | +4  | 12 | Bị loại ở bán kết   |
| 4  | Jamaica (H)        | 5  | 2 | 2 | 1 | 6  | 6  | 0   | 8  | Bị loại ở bán kết   |
|    |                    |    |   |   |   |    |    |     |    |                     |
| 5  | Costa Rica (H)     | 4  | 2 | 1 | 1 | 8  | 4  | +4  | 7  | Bị loại ở tứ kết    |
| 6  | Canada             | 4  | 2 | 0 | 2 | 14 | 6  | +8  | 6  | Bị loại ở tứ kết    |
| 7  | Panama             | 4  | 2 | 0 | 2 | 6  | 4  | +2  | 6  | Bị loại ở tứ kết    |
| 8  | Curaçao            | 4  | 1 | 1 | 2 | 2  | 3  | −1  | 4  | Bị loại ở tứ kết    |
|    |                    |    |   |   |   |    |    |     |    |                     |
| 9  | El Salvador        | 3  | 1 | 1 | 1 | 1  | 4  | −3  | 4  | Bị loại ở vòng bảng |
| 10 | Honduras           | 3  | 1 | 0 | 2 | 6  | 4  | +2  | 3  | Bị loại ở vòng bảng |
| 11 | Bermuda            | 3  | 1 | 0 | 2 | 4  | 4  | 0   | 3  | Bị loại ở vòng bảng |
| 12 | Martinique         | 3  | 1 | 0 | 2 | 5  | 7  | −2  | 3  | Bị loại ở vòng bảng |
| 13 | Guyana             | 3  | 0 | 1 | 2 | 3  | 9  | −6  | 1  | Bị loại ở vòng bảng |
| 14 | Trinidad và Tobago | 3  | 0 | 1 | 2 | 1  | 9  | −8  | 1  | Bị loại ở vòng bảng |
| 15 | Nicaragua          | 3  | 0 | 0 | 3 | 0  | 8  | −8  | 0  | Bị loại ở vòng bảng |
| 16 | Cuba               | 3  | 0 | 0 | 3 | 0  | 17 | −17 | 0  | Bị loại ở vòng bảng |

### Giải thưởng
- Chiếc giày vàng:  Jonathan David
- Quả bóng vàng:  Raúl Jiménez
- Cầu thủ trẻ xuất sắc nhất:  Christian Pulisic
- Găng tay vàng:  Guillermo Ochoa
- Đội đoạt giải phong cách:  Hoa Kỳ

## Nhà tài trợ
- Allstate
- Camarena Tequila
- Cerveza Modelo de México
- Nike, Inc.
- Scotiabank
- Sprint Corporation
- Toyota
- Valvoline

## Truyền thông

### CONCACAF
| Quốc gia | Đài truyền thông                            | Ghi chú |
| --- | ------------------------------------------- | ------- |
| Hoa Kỳ (đồng chủ nhà)                                                                                              | FOX Sports (tiếng Anh)                      | [ 20 ]  |
| Hoa Kỳ (đồng chủ nhà)                                                                                              | Univision (tiếng Tây Ban Nha)               | [ 21 ]  |
| Costa Rica (đồng chủ nhà)                                                                                          | Repretel                                    |         |
| Costa Rica (đồng chủ nhà)                                                                                          | Teletica                                    |         |
| Jamaica (đồng chủ nhà)                                                                                             | TVJ                                         |         |
| Canada | TSN (tiếng Anh)                             |         |
| Canada | RDS (tiếng Pháp)                            |         |
| Trung Mỹ - Costa Rica (đồng chủ nhà) - Cộng hòa Dominica - El Salvador - Guatemala - Honduras - Nicaragua - Panama | - Televisa - Sky Sports                     |         |
| México | - Televisa - Sky Sports                     |         |
| TV Azteca |                                             |         |
| Cuba | TBA                                         |         |
| El Salvador | TCS                                         |         |
| Guatemala | Canal 3, Televisiete, Teleonce, Trecevisión |         |
| Haiti | TBA                                         |         |
| Honduras | Televicentro (tiếng Tây Ban Nha)            |         |
| Nicaragua | TBA                                         |         |
| Panama | TVMax                                       |         |
| Panama | TVN                                         |         |

### Quốc tế
| Quốc gia                                                                               | Đài truyền thông | Ghi chú |
| -------------------------------------------------------------------------------------- | ---------------- | ------- |
| Áo                                                                                     | DAZN             | [ 22 ]  |
| Đức                                                                                    | DAZN             | [ 22 ]  |
| Thụy Sĩ                                                                                | DAZN             | [ 22 ]  |
| Brasil                                                                                 | DAZN             | [ 22 ]  |
| Balkan - Bosna và Hercegovina - Croatia - Montenegro - Bắc Macedonia - Serbia - Ai Cập | Sport Klub       |         |
| Ireland                                                                                | FreeSports       | [ 23 ]  |
| Vương quốc Anh                                                                         | FreeSports       | [ 23 ]  |
| Israel                                                                                 | Charlton         |         |
| Hà Lan                                                                                 | Fox Sports       |         |
| Bồ Đào Nha                                                                             | Sport TV         |         |
| Singapore                                                                              | StarHub          | [ 24 ]  |
| Slovakia                                                                               | Arena Sport      | [ 25 ]  |
| Thụy Điển                                                                              | CMore Sport      |         |